# フラメンコギター
フラメンコギター（英: Flamenco guitar）は、ナイロン弦のアコースティック・ギターの一種で、フラメンコの演奏に適した仕様のもの。

## 特徴
明るくて立ち上がりが鋭く、歯切れの良い音色を特徴とする。側板（サイド）と裏板（バック）にローズウッドやハカランダなどの木材が使われているクラシック・ギターに比べ、軽いシープレスと呼ばれる糸杉が使われている。また、本体そのものも薄いのでギターの重量が軽い。
クラシックの独奏と異なり、カポタスト（通称カポ）を多用するフラメンコでは、カポを使ってもコードが抑えにくくならないようにフラメンコギターは弦長が長めで、弦高が比較的低めに設定されている。激しい奏法から表面を保護するため、表板（トップ）は厚めになっており、ピックガードの一種のゴルペ板が広い範囲に貼られる(画像の白い部分)。一般的なクラシックギターにゴルペ板を後付けして使用しているフラメンコ奏者も多い。
奏法としては、弦を激しくかき鳴らすコード奏法（ラスゲアードやセコ）や表板を指先で叩くゴルペ奏法（Golpe）、イントロでは5連のトレモロ奏法がよく用いられる。

## 主な演奏者

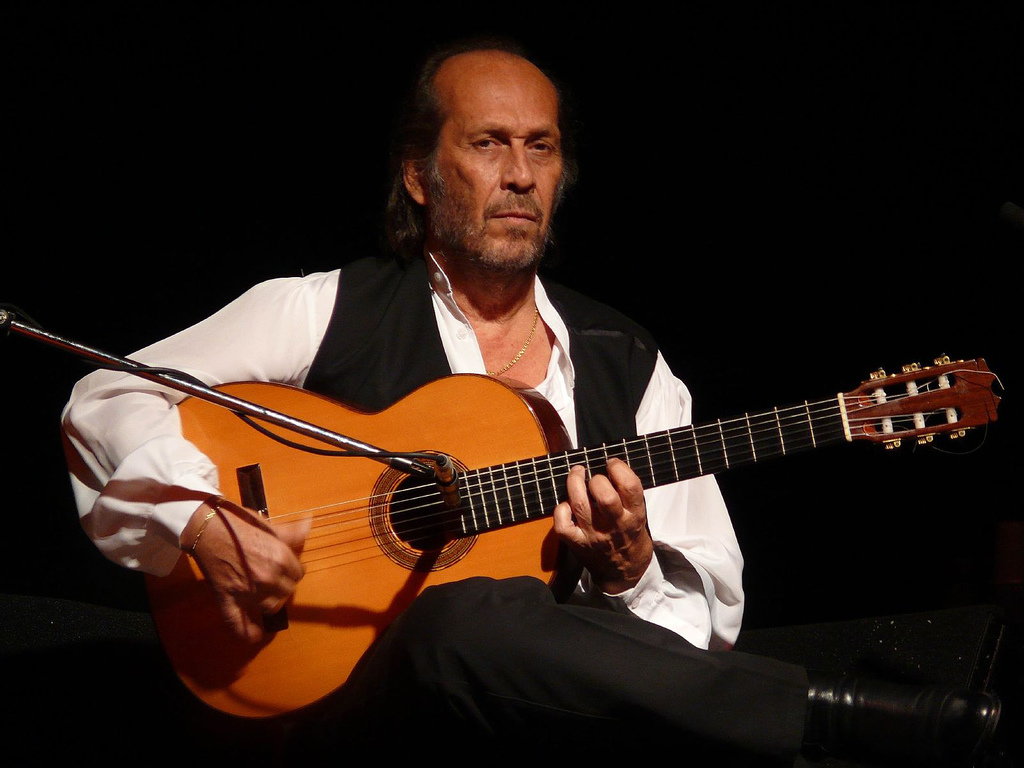
パコ・デ・ルシア
ビセンテ・アミーゴ
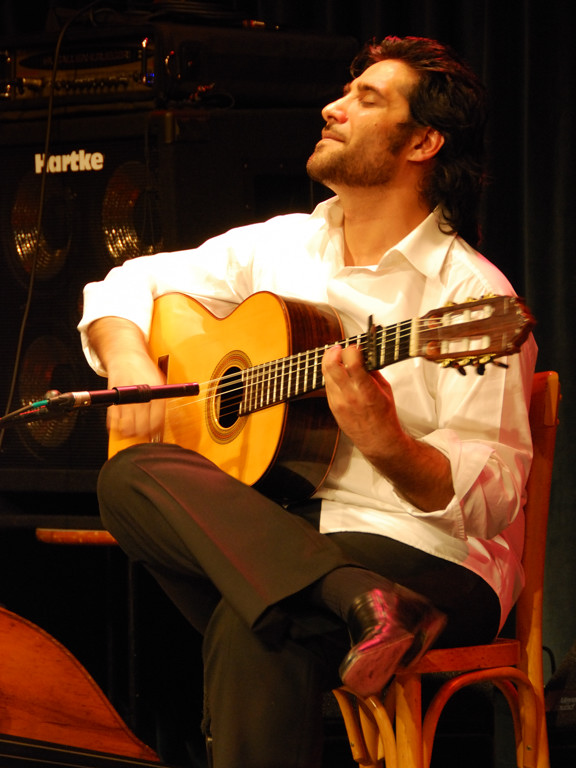
ニーニョ・ホセレ
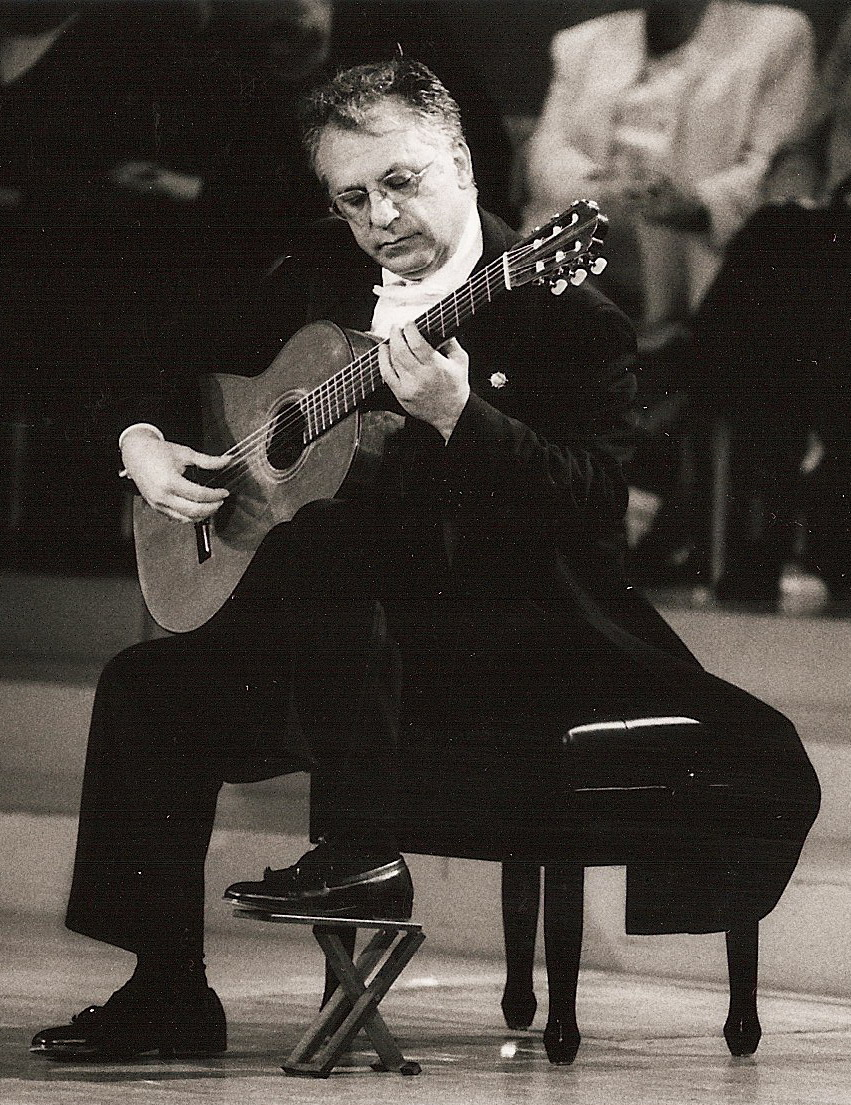
ペペ・ロメロ
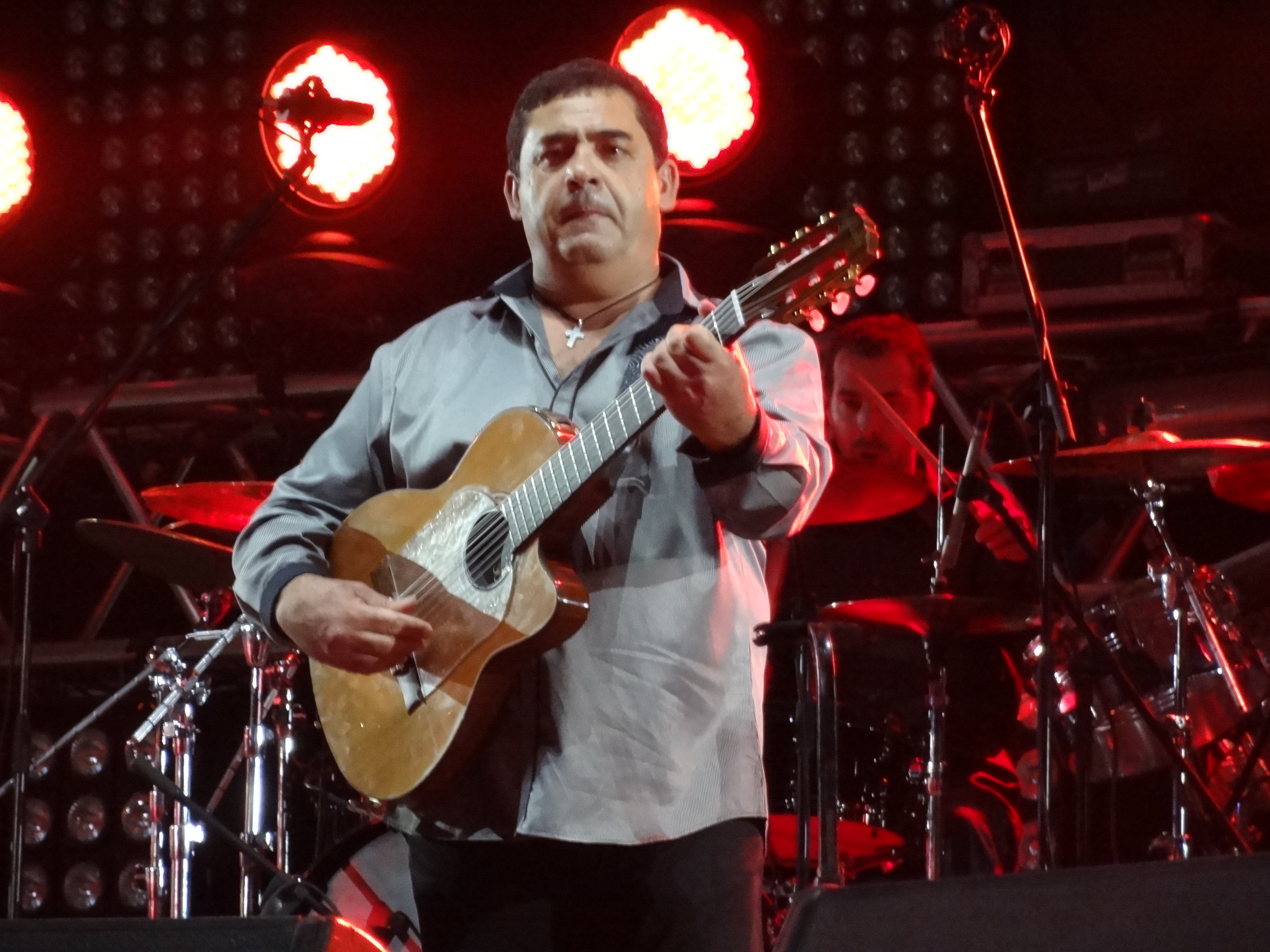
トニーノ・バリアルド （ジプシー・キングス）